# Harry Gant

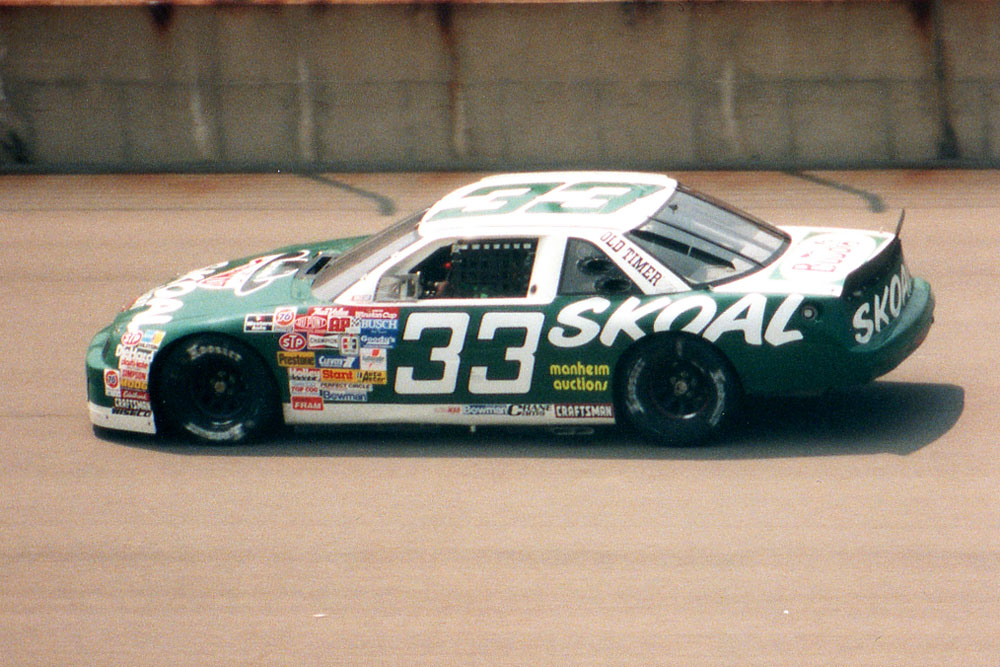
Gants Chevrolet in 1994

Harry Phil Gant (Taylorsville (North Carolina), 10 januari 1940) is een voormalig Amerikaans autocoureur. Hij reed tussen 1973 en 1994 in de NASCAR Winston Cup en werd vice-kampioen in 1984.

## Carrière
Gant reed zijn eerste wedstrijd in de Winston Cup tijdens de National 500 in 1973. De eerste jaren reed nam hij sporadisch deel aan de wedstrijden. Vanaf 1980 ging hij fulltime aan de slag in het kampioenschap. Zijn eerste overwinning behaalde hij tijdens de Virginia National Bank 500 in 1982 en later dat jaar won hij de National 500. Zijn beste kampioenschapsresultaat behaalde hij in 1984 toen hij met drie overwinningen vice-kampioen werd. Het meest aantal overwinningen in een seizoen behaalde hij in 1991 toen hij vijf keer won. In 1992 won hij zijn achttiende en laatste race. Toen hij won tijdens de Champion Spark Plug 400 was hij 52 jaar en 219 dagen oud en daarmee de oudste coureur ooit die een Winston Cup race won. In 1994 reed hij voor het laatst in de Winston Cup.
Hij reed tussen 1982 en 1994 in de Busch Series en won in deze raceklasse 21 races. Zijn allerlaatste races in de NASCAR reed hij in de Craftsman Truck Series in 1996, waarna hij op 56-jarige definitief zijn carrière afsloot. In 2006 werd hij erelid van de International Motorsports Hall of Fame.

## Resultaten in de NASCAR Sprint Cup
Sprint Cup resultaten (aantal gereden races, polepositions, gewonnen races en positie in het kampioenschap)
| Jaar | Races | Polepositions | Overwinningen | Kampioenschap |
| ---- | ----- | ------------- | ------------- | ------------- |
| 1973 | 1     | 0             | 0             | 85e           |
| 1974 | 3     | 0             | 0             | 64e           |
| 1975 | 1     | 0             | 0             | 105e          |
| 1976 | 1     | 0             | 0             | 84e           |
| 1977 | 1     | 0             | 0             | 101e          |
| 1978 | 5     | 0             | 0             | 53e           |
| 1979 | 25    | 1             | 0             | 21e           |
| 1980 | 31    | 0             | 0             | 11e           |
| 1981 | 31    | 3             | 0             | 3e            |
| 1982 | 30    | 1             | 2             | 4e            |
| 1983 | 30    | 0             | 1             | 7e            |
| 1984 | 30    | 3             | 3             | 2e            |
| 1985 | 28    | 3             | 3             | 3e            |
| 1986 | 29    | 2             | 0             | 11e           |
| 1987 | 29    | 1             | 0             | 22e           |
| 1988 | 24    | 0             | 0             | 27e           |
| 1989 | 29    | 0             | 1             | 7e            |
| 1990 | 28    | 0             | 1             | 17e           |
| 1991 | 29    | 1             | 5             | 4e            |
| 1992 | 29    | 0             | 2             | 4e            |
| 1993 | 30    | 1             | 0             | 11e           |
| 1994 | 30    | 1             | 0             | 25e           |